# Rajhona Ádám
Rajhona Ádám (Marosvásárhely, 1943. december 12. – Budapest, 2016. május 20.) Jászai Mari-díjas magyar színész, szinkronszínész, érdemes művész.

## Életpályája
Vegyészetet tanult a kolozsvári Babeș–Bolyai Tudományegyetemen, de tanulmányait megszakította. A marosvásárhelyi Szentgyörgyi István Színművészeti Intézetben végzett, 1966-ban. Tagja volt 1966–1974 között a temesvári Állami Magyar Színháznak, majd 1974 decemberében Magyarországra települt. 1975–1982 között a kaposvári Csiky Gergely Színház, 1982–1989 között a budapesti Katona József Színház (alapító tag), 1990–1991-ben a Veszprémi Petőfi Színház, 1991–1995 között pedig a Kecskeméti Katona József Színház tagja volt, ezt követően egy évadra a Thália Színház tagja lett, majd szabadúszóként dolgozott, 1998-tól haláláig a Vígszínház tagja volt. Halálát tüdőtágulat okozta. 2015. november 22-én lépett utoljára színpadra Gunkel szerepében Az élet mint olyan című előadásban.
Jellemábrázoló képessége kiemelkedő volt, drámai hősök alakítása mellett szatirikus szerepeiben is kiváló alakítást nyújtott, számos filmben is szerepelt.
Ádám remek ember és kolléga volt, bármikor fordulhattam hozzá a bajaimmal. Egyetlen hibája volt, hogy a cigarettáról nem tudott lemondani még akkor sem, amikor már nagyon gyenge volt a tüdeje. Ennek ellenére, amikor a kórházban kicsit javítottak az állapotán, bejött, játszott. Emlékszem, mindig villamossal járt, szerényen élt, nem élte a színészek fellengzős életét.
2016. június 9-én búcsúztatták a Fiumei úti sírkertben, majd másnap egy Balatonfüred melletti faluban, Balatonarácson helyezték örök nyugalomra. Búcsúztatásán részt vett többek között Eszenyi Enikő, Hegedűs D. Géza, Kern András, Halász Judit, Lukács Sándor, Marton László, Kútvölgyi Erzsébet, Hegyi Barbara, Karácsonyi Zoltán, Dengyel Iván, Borbiczki Ferenc.
A budapesti Baross utca lakója volt.

## Színházi szerepek
- Wesker: A konyha - Paul[8]
- Molnár Ferenc: 
  - Liliom – Ficsúr
  - A testőr – a színész
- Kocsis István: Bolyai estéje – Bolyai János
- Sütő András: Csillag a máglyán – Kálvin János
- Csehov: 
  - Ivanov – címszerep
  - A manó - Szerebrjakov
- Shakespeare: 
  - Troilus és Cressida – Thersites
  - Szeget szeggel – Angelo
  - Szentivánéji álom – Theseus/Oberon
  - III. Richárd – címszerep
  - Coriolanus – Menenius Agrippa
  - Lear király – Gloster gróf
  - Troilus és Cressida
  - Julius Ceasar – Caius Ligarius
- Móricz Zsigmond: Rokonok – Kopjáss
- Pirandello: Egy férfi, aki virágot hord a szájában – címszerep
- Molière: 
  - Don Juan – címszerep
  - Nők iskolája – Arnolphe
  - Tartuffe – címszerep
- Kander-Ebb-Masteroff: Kabaré – Ernst Ludwig
- Arden: Élnek, mint a disznók – Jackson
- Spiró György: Az imposztor – Rogowski
- Karinthy Ferenc: Dunakanyar – vendég
- Pinter: Hazatérés – Teddy
- Az utolsó pohár – Nicolas
- Caragiale: Farsang – Makhosz Razachescu
- Katona József: Bánk bán – címszerep
- Eörsi István: Párbaj egy tisztáson – Martinovics
- Maugham–Verebes István: Csodás vagy, Júlia! – Michael
- Genet: A balkon – a királynő küldötte
- Goldoni: A hazug – Dottore Balanzoni
- Synge: A szentek kútja – Martin Doul
- Kertész Ákos: Egész évben karácsony – Burián Károly
- Anouilh: Colombe – igazgató
- Szigethy András: Kegyelem – Rákosi Mátyás
- Schiller: Haramiák – Daniel, inas[9]

## Filmjei
- 2016 – Gondolj rám
- 2008 – Állomás
- 2008 – Tabló – Minden, ami egy nyomozás mögött van!
- 2006 – A hét nyolcadik napja
- 2005 – Sorstalanság
- 2002 – A ház emlékei
- 2002 – Szent Iván napja
- 2002 – Ének a csodaszarvasról
- 2001 – A titkos háború
- 2001 – A szivárvány harcosa
- 2001 – Aranyváros (film, 2002)
- 1999 – Hazudós Jakab
- 1999 – A napfény íze
- 1998 – Az öt zsaru
- 1998 – Kalózok
- 1998 – Európa expressz
- 1997 – A miniszter félrelép
- 1997 – Kazo
- 1995 – Szamba
- 1994 – Kisváros
- 1993 – Fényérzékeny történet
- 1993 – Rizikó
- 1993 – Frici, a vállalkozó szellem
- 1992 – Privát kopó
- 1992 – A nagy postarablás
- 1992 – Roncsfilm
- 1990 – Nem érsz a halálodig
- 1989 – Emberrabló lányok
- 1989 – Béketárgyalás, avagy az évszázad csütörtökig tart
- 1989 – Linda
- 1988 – Küldetés Evianba
- 1988 – Angyalbőrben
- 1988 – Tanmesék a szexről
- 1987 – Malom a pokolban
- 1987 – Almási, avagy a másik gyilkos
- 1986 – A falu jegyzője
- 1986 – Széchenyi napjai
- 1986 – Laura
- 1986 – Egészséges erotika... Falkai Gábor
- 1986 – Hajnali háztetők
- 1985 – Gyerekrablás a Palánk utcában
- 1985 – A tanítványok
- 1983 – Az utolsó futam
- 1981 – Megáll az idő
- 1979 – Az erőd... Sorensen
- 1977 – A kétfenekű dob
- 1977 – Pókfoci
- 1976 – Hátország
- 1975 – A feladat
- 1972 – Jelenidő... Kárász

## Szinkronszerepei

### Sorozatbeli szinkronszerepek
- Chicago Hope – Dr. Phillip Watters (Héctor Elizondo)
- T.I.R. – Orazio (Philippe Leroy)
- Tetthely – Peter Brockmöller felügyelő (Charles Brauer)
- Cadfael barát – Brother Cadfael (Derek Jacobi)
- Maffiózók – Richie Aprile (David Proval)
- Flipper a delfin – Cap Daulton (Gus Mercurio)
- A hiúság vására – Sir Pitt Crawley (David Bradley)

### Filmbeli szinkronszerepek
- 8 és 1/2 nő – Philip Emmenthal (John Standing)
- Juno és a páva – Boyle kapitány (Edward Chapman)
- Pinokkió – Stromboli (Charles Judels)
- Tarzan: Tarzan titkos kincse – további magyar hang
- Az üldözők – további magyar hang
- Folytassa a hajózást! – Wellington Crowther kapitány (Sid James)
- Nagy vörös kutya – James Haggin (Walter Pidgeon)
- Old Surehand – további magyar hang
- A Jó, a Rossz és a Csúf (2. szinkron) – Tuco (Eli Wallach)
- Winnetou és a félvér Apanacsi – Curly-Bill (Ilija Dzuvalekovski)
- Arnold, a bajkeverő – Lee Arnold (Robert Mitchum)
- A hullaégető – további magyar hang
- Akik csizmában halnak meg – Mami (Lionel Stander)
- Mackenna aranya – további magyar hang
- Kelly hősei – német tankparancsnok (Karl-Otto Alberty)
- MASH – Charlie Hammond tábornok (G. Wood)
- Gyémántok az örökkévalóságnak – Felix Leiter (Norman Burton)
- Pisztolypárbaj – Will Tenneray (Kirk Douglas)
- Fennsíkok csavargója – további magyar hang
- Pillangó – Clusiot (Woodrow Parfrey)
- A sakkozó tolvaj – Dave (Warren Oates)
- Serpico – Herman Tauber kerületi főügyész (Allan Rich)
- Mussolini végnapjai – Schuster bíboros (Henry Fonda)
- Az ígéret földje – Zucker (Jerzy Nowak)
- Afrika Expressz – Robert Preston/Willaim Hunter (Jack Palance)
- Megszállottság – további magyar hang
- Airport `77 – Gerald Lucas (George Furth)
- A kém, aki szeretett engem – Karl Stromberg (Curd Jürgens)
- Airport `79 - Concorde – további magyar hang
- Apokalipszis most – Walter E. Kurtz ezredes (Marlon Brando)
- Én a vízilovakkal vagyok – Ormond magas embere
- Kramer kontra Kramer – Gressen (Bill Moor)
- Krisztus megállt Ebolinál – Carlo Levi (Gian Maria Volonté)
- Piedone Egyiptomban – további magyar hang
- Határsáv – Jeb Maynard (Charles Bronson)
- Excalibur – Merlin (Nicol Williamson)
- Gandhi – Pandit Nehru (Roshan Seth)
- Broadway Danny Rose – (Sandy Baron)
- Dűne – Thufir Hawat (Freddie Jones)
- Hóvirágünnep – patikus (Eugen Jegorov)
- Nincs kettő négy nélkül – főnök (Claudioney Penedo)
- Fivéri szeretet – Ben Ryder/Harry Brand (Judd Hirsch)
- Tex és a mélység ura – Kit Carson (Ezüsthaj) (William Berger)
- Visszatérés Óz földjére – további magyar hang
- Delta Kommandó – O`Malley atya (George Kennedy)
- Lőjj a vadászra! – Brown admirális (James Booth)
- Trükkös halál – Nicholas DeFranco (Jerry Orbach)
- Arizonai ördögfióka – Nathan Arizona, Sr. (Trey Wilson)
- Hullámlovagok – Bud (Martin Landau)
- A rádió aranykora – helyszíni riporter (Ivan Kronenfeld)
- Az utolsó császár – börtönigazgató (Ruocheng Ying)
- Big Man: A hamisítvány – Leo Volterra (Mario Pilar)
- A Bourne-rejtély – Geoffrey Washburn (Denholm Elliott)
- Holdfény Parador felett – Alejandro (Fernando Rey)
- Esőember – Dr. Bruner (Jerry Molen)
- Rendőrakadémia 5 – további magyar hang
- Vörös zsaru – Streak (Brion James)
- A bumeráng – Cristiani (Jean-Paul Muel)
- Fekete eső – Masahiro (Takakura Ken)
- Holt költők társasága – Mr. Perry (Kurtwood Smith)
- Péntek 13: Borzalom New Yorkban – Charles McCulloch (Peter Mark Richman)
- Szellemirtók 2. – Vigo (Wilhelm von Homburg)
- Szemet szemért – Cukipöcs Willie (Robin Harris)
- A szép és az okos – Slade (David Carradine)
- Bizánci tűz – Bob, a török (René Assa)
- Ébredések – kórházigazgató (Harvey Miller)
- Hamlet – Polonius (Ian Holm)
- Ollókezű Edward – Bill (Alan Arkin)
- A rét – Bull` McCabe (Richard Harris)
- Dzsungelláz – Dr. Purify tiszteletes (Ossie Davis)
- Gyilkossággal vádolva – Harold Hohne (Martin Sheen)
- A világ végéig – Henry Farber (Max von Sydow)
- Beverly Hill-dili – további magyar hang
- Két tojás száz bajt csinál – Mr. N (Meshach Taylor)
- Philadelphia – Az érinthetetlen – Charles Wheeler (Jason Robards)
- Sztálingrád – Manfred Rohleder szakaszvezető  (Jochen Nickel)
- Bunyó karácsonyig – Sam Stone (Boots Southerland)
- Csupasz pisztoly 33 1/3 – Az utolsó merénylet – Rocco Dillon (Fred Ward)
- Hegylakó 3. – A mágus – Kane (Mario Van Peebles)
- Jó zsaru, rossz zsaru – David Stiles polgármester (Charles Napier)
- Végveszélyben – James Cutter (Harris Yulin)
- Balhé Bronxban – további magyar hang
- Keleti harc – Frank Serlano (Michael Lerner)
- A rettenthetetlen – leprás (Ian Bannen)
- Ketten a könnyek szigetén – további magyar hang
- Cherokee kölyök – Cyrus B. Bloomington (James Coburn)
- Ha ölni kell – Carl Lee Hailey (Samuel L. Jackson)
- Hidegvérrel – további magyar hang
- Jégcsillag – további magyar hang
- Képtelen képrablás – O`Malley FBI-ügynök (Yaphet Kotto)
- Menekülés Los Angelesből – elnök (Cliff Robertson)
- Michael Collins – Eamon de Valera (Alan Rickman)
- Pokoli lecke – King Benny (Vittorio Gassman)
- Sárkányszív – Redbeard (Terry O`Neill)
- Skorpió forrás – Rawley Gill seriff (Kevin Tighe)
- Alien 4. – Johner (Ron Perlman)
- Alul semmi – Horse (Paul Barber)
- Beverly Hills-i nindzsa – szenszej (Soon-Tek Oh)
- Boogie Nights – James ezredes (Robert Ridgely)
- Az élet szép – Eliseo (Giustino Durano)
- Herkules – Küklopsz (Patrick Pinney)
- Odüsszeusz – Émeosz (Tony Vogel)
- Szigorúan bizalmas – Dudley Liam Smith kapitány (James Cromwell)
- Bosszúállók – anya (Jim Broadbent)
- Félelem és reszketés Las Vegasban – Ron Bumquist (Michael Jeter)
- A Keresztmanus – Meresztapa (Dom DeLuise)
- A nyomorultak (film, 1998) – püspök (Peter Vaughan)
- A ravasz, az agy és két füstölgő puskacső – Baltás Harry (P.H. Moriarty)
- Z, a hangya – Barbatus (Danny Glover)
- Állj, vagy jövök! – Lou bácsi (Richard C. Sarafian)
- A bennfentes – Charlie Phillips (Paul Butler)
- Drogosztag – Bob Mothershed nyomozó (Richard Jenkins)
- A harmadik csoda – további magyar hang
- Inferno – Eli Hamilton (Bill Erwin)
- Jeanne d’Arc – Az orléans-i szűz – Lelkiismeret (Dustin Hoffman)
- Majd, ha fagy! – Walter Burns bíró (Burt Reynolds)
- Nincs igazság – főbíró (Robert Prosky)
- Stigmata – Alameida atya (Jack Donner)
- Szellemtanya – Charles Van Allsburg (Buck Henry)
- Tűzforró Alabama – Louis Mead bíró (Rod Steiger)
- Bagger Vance legendája – Neskaloosa (Peter Gerety)
- Dínó – Bruton (Peter Siragusa)
- A Grincs – mesélő (Anthony Hopkins)
- Jég és föld között – Montgomery Wick (Scott Glenn)
- Sátánka – Pokoli poronty – Lucifer (Rodney Dangerfield)
- Tizenhárom nap – Az idegháború – Curtis LeMay tábornok (Kevin Conway)
- A majmok bolygója – Thade (Tim Roth)
- Manitu bocskora – további magyar hang
- A Nagyon Nagy Ő – Steve Shanahan (Joe Viterelli)
- Szörnyek keringője – Buck Grotowski (Peter Boyle)
- Bazi nagy görög lagzi – Gusz Portokalosz (Michael Constantine)
- Dögölj meg, Smaci! – Merv Green (Harvey Fierstein)
- James Bond: Halj meg máskor – Dr. Alvarez (Simón Andreu)
- Kapj el, ha tudsz – Paul Morgan (Steve Eastin)
- Katonák voltunk – Basil Plumley törzsőrmester (Sam Elliott)
- A Tűzgyújtó 2. – további magyar hang
- Balhé - Marcel Burot (Johnny Hallyday)
- Médium - Veszedelmes erő – Raymond Addison (Louis Gossett Jr.)
- Földtenger kalandorai – Ogion (Danny Glover)
- Hosszú jegyesség – Lavrouye parancsnok (Jean Claude Dreyfus)
- Nagy Sándor, a hódító – birkózóedző (Brian Blessed)
- Sin City – A bűn városa – Marv (Mickey Rourke)
- Az Északi-tenger kalózai – Konrad von Wallenrod (Gottfried John)
- Angyalok és démonok – Strauss bíboros (Armin Mueller-Stahl)
- Coraline és a titkos ajtó – macska (Keith David)

Kétszer szinkronizálta Jon Voightot:
- Szökevényvonat – Oscar `Manny` Manheim
- Stanley, a szerencse fia – Marion Sevillo

Kétszer szinkronizálta David Warnert:
- Tini nindzsa teknőcök 2.: A trutymó titka – Jordan Perry professzor
- Meztelen lelkek – Everett Longstreet

Kétszer szinkronizálta Peter Ustinovot:
- Ó, azok az angolok! – Horace
- Oltári vőlegény – James Shannon nagypapa

Kétszer szinkronizálta Brad Sullivant:
- Mintamókus – Jack Erickson
- Pajzs a résen, avagy a Kanadai Sonka Hadművelet – CIA kanadai referrens

Kétszer szinkronizálta Paul Sorvinót:
- Rómeó + Júlia – Fulgencio Capulet
- Pénz beszél – Guy Cipriani

Kétszer szinkronizálta Michel Serrault-t:
- A mások pénze – Miremont
- A szabad gondolkodó – püspök

Kétszer szinkronizálta Geoffrey Rusht:
- Frida – Lev Davidovics Trockij
- A Karib-tenger kalózai: A Fekete Gyöngy átka – Barbossa

Kétszer szinkronizálta Pete Postlethwaite-et:
- Apám nevében – Giuseppe Conlon
- Fújhatjuk! – Danny

Kétszer szinkronizálta Christopher Plummert:
- Aki király akar lenni – Rudyard Kipling
- Egy csodálatos elme – Dr. Rosen

Kétszer szinkronizálta Leonard Nimoyt:
- Űrszekerek II: A Khan bosszúja – Spock kapitány
- Star Trek III: Spock nyomában – Spock kapitány

Kétszer szinkronizálta Ian McKellent:
- III. Richárd – III. Richárd
- Copperfield Dávid – Creakle

Kétszer szinkronizálta Walter Matthaut:
- Amerikai fogócska – H. Bartholemew
- Hajsza a föld alatt – Garber hadnagy

Kétszer szinkronizálta Livio Lorenzont:
- Vörös álarcos – Astolfo
- Mindhalálig Rock and Roll – Calo báró

Kétszer szinkronizálta Ben Kingsley-t:
- A halál és a lányka (film) – Dr. Roberto Miranda
- A tömegpusztítás fegyverei – Julian Messenger

Kétszer szinkronizálta Philip Baker Hallt:
- Magnolia – Jimmy Gator
- Sátáni játszma – James atya

Kétszer szinkronizálta Giancarlo Gianninit:
- Carla – Giuliano
- Darkness - A rettegés háza – Albert Rua

Kétszer szinkronizálta Luciano Catenaccit:
- Két legyet egy csapásra – Howard százados
- Bűnvadászok – Fred „Curly” Cline

Kétszer szinkronizálta Richard Brierst:
- Sok hűhó semmiért – Leonato
- Hamlet – Polonius

Kétszer szinkronizálta Jean-Paul Belmondót:
- Nyomorultak – Henri Fortin/Jean Valjean
- Két apának mennyi a fele? – Léo Brassac

Kétszer szinkronizálta Gerry Bammant:
- Reszkessetek, betörők! – Frank McCallister nagybácsi
- Reszkessetek, betörők! 2. – Frank McCallister nagybácsi

Kétszer szinkronizálta F. Murray Abrahamet:
- Nostradamus – Scalinger
- Star Trek: Űrlázadás – Adhar Ru’afo

Háromszor szinkronizálta Patrick Stewartot:
- Reszkessetek, nem hagyom magam! – Kaland
- Összeesküvés-elmélet – Dr. Jonas
- A rejtelmes sziget – Nemo kapitány

Háromszor szinkronizálta George C. Scottot:
- A tábornok – George S. Patton Jr. tábornok
- Titanic – Edward J. Smith kapitány
- Tizenkét dühös ember – Harmadik esküdt

Háromszor szinkronizálta John Rhys-Daviest:
- A Gyűrűk Ura-trilógia – Gimli

Háromszor szinkronizálta Lance Henriksent:
- Torkolattűz – Jackson Rivers
- Tökéletes célpont – Emil Fouchon
- Alien vs. Predator – A Halál a Ragadozó ellen – Charles Bishop Weyland

Háromszor szinkronizálta Morgan Freemant:
- Miss Daisy sofőrje – Hoke Colburn
- Amistad – Theodore Joadson
- Vízözön – Jim

Háromszor szinkronizálta Albert Finney-t:
- Washington Square – Dr. Austin Sloper
- Bajnokok reggelije – Kilgore Trout
- Erin Brockovich – Zűrös természet – Ed Masry

Négyszer szinkronizálta Robert Loggiát:
- Psycho 2. - Dr. Bill Raymond
- Túl a csúcson – Jason Cutler
- Segítség, felnőttem! – MacMillan
- Az alku – Hannibal Thurman

Ötször szinkronizálta Gene Hackmant:
- Gyorsabb a halálnál – John Herod
- Az utolsó esély – Frank Ramsey kapitány
- Államérdek – Allen Richmond elnök
- Az arany markában – Joe Moore
- Lángoló Mississippi - Rupert Anderson ügynök

Hatszor szinkronizálta Christopher Lloydot:
- Vissza a jövőbe trilógia – Dr. Emmett Brown (doki)
- Állj két lábra – Reggie Shand
- Reszkessetek, nem hagyom magam! – Mr. Dewey
- Kedvenc marslakóm – Martin bácsi

Hétszer szinkronizálta Tommy Lee Jonest:
- Született gyilkosok – Dwight McClusky igazgató
- Mindörökké Batman – Harvey Dent (Kétarc)
- Men in Black – Sötét zsaruk - K ügynök
- Életre-halálra – Samuel Gerard vizsgálóbíró
- Men in Black – Sötét zsaruk 2. – K ügynök
- Veszett vad – L.T. Bonham
- Az utolsó adás – Axeman

## Díjak
- Művészeti-díj (1978)
- Veszprémi előadóművész fesztivál-díj (1978, 1979)
- Jászai Mari-díj (1979)
- Kölcsey-díj (1979)
- Móricz Zsigmond-díj (1979)
- Pro Urbe Szekszárd (1979)
- Pro Arte-díj (1982)
- Ruttkai Éva-emlékdíj (2006)
- Arlecchino-díj: legjobb férfi alakítás (2008)
- A Magyar Köztársasági Érdemrend lovagkeresztje (2008)
- Roboz Imre-díj (2010)
- Érdemes művész (2014)